# Židovský hřbitov v Přestavlkách
Židovský hřbitov se nalézá severně od obce Přestavlky v okrese Chrudim poblíž silnice vedoucí směrem na sever k Hrochovu Týnci, ze které k němu doleva odbočuje polní cesta mezi poli k lesu.

## Historie
Židovský hřbitov v obci Přestavlky v okrese Chrudim byl založen roku 1844 na pozemku zakoupeném od majitele panství Františka Xavera Adolfa z Auerspergu. Na hřbitově ohrazeném zdí postavenou z opukových kamenů se nalézá přibližně 70 převážně povalených náhrobků roztroušených na ploše 1518 m2.
Nejstarší náhrobek, který byl dosud identifikován, patří Aronu Agularovi z Vejvanovic, který zemřel v roce 1848, a nejmladší pak Fridrichu Herrmannovi. Ten zemřel v roce 1906. Po druhé světové válce hřbitov výrazně zchátral, márnice byla zbořena a obvodová zeď je dnes na několika místech téměř rozebrána.

## Galerie

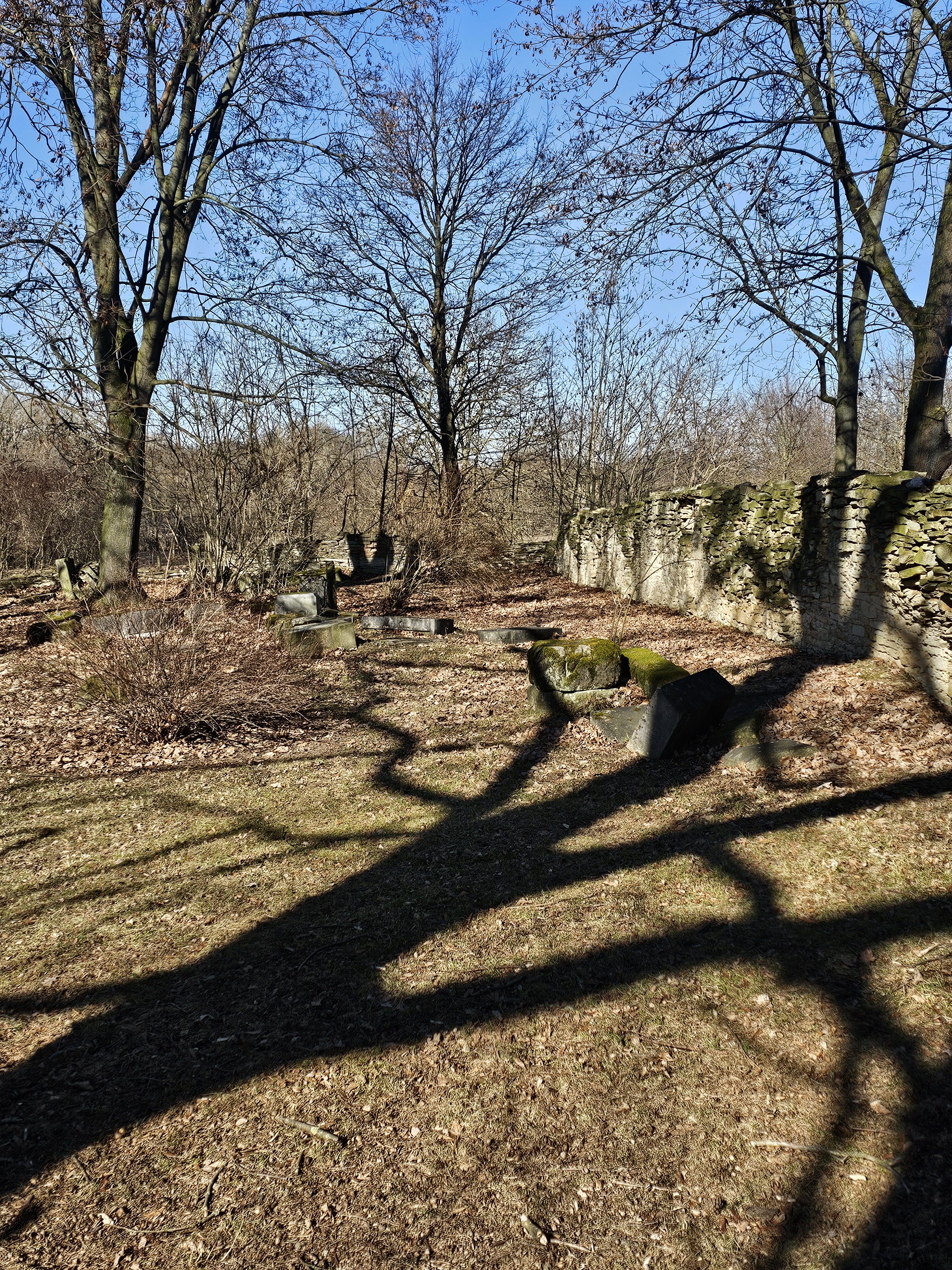
židovský hřbitov Přestavlky
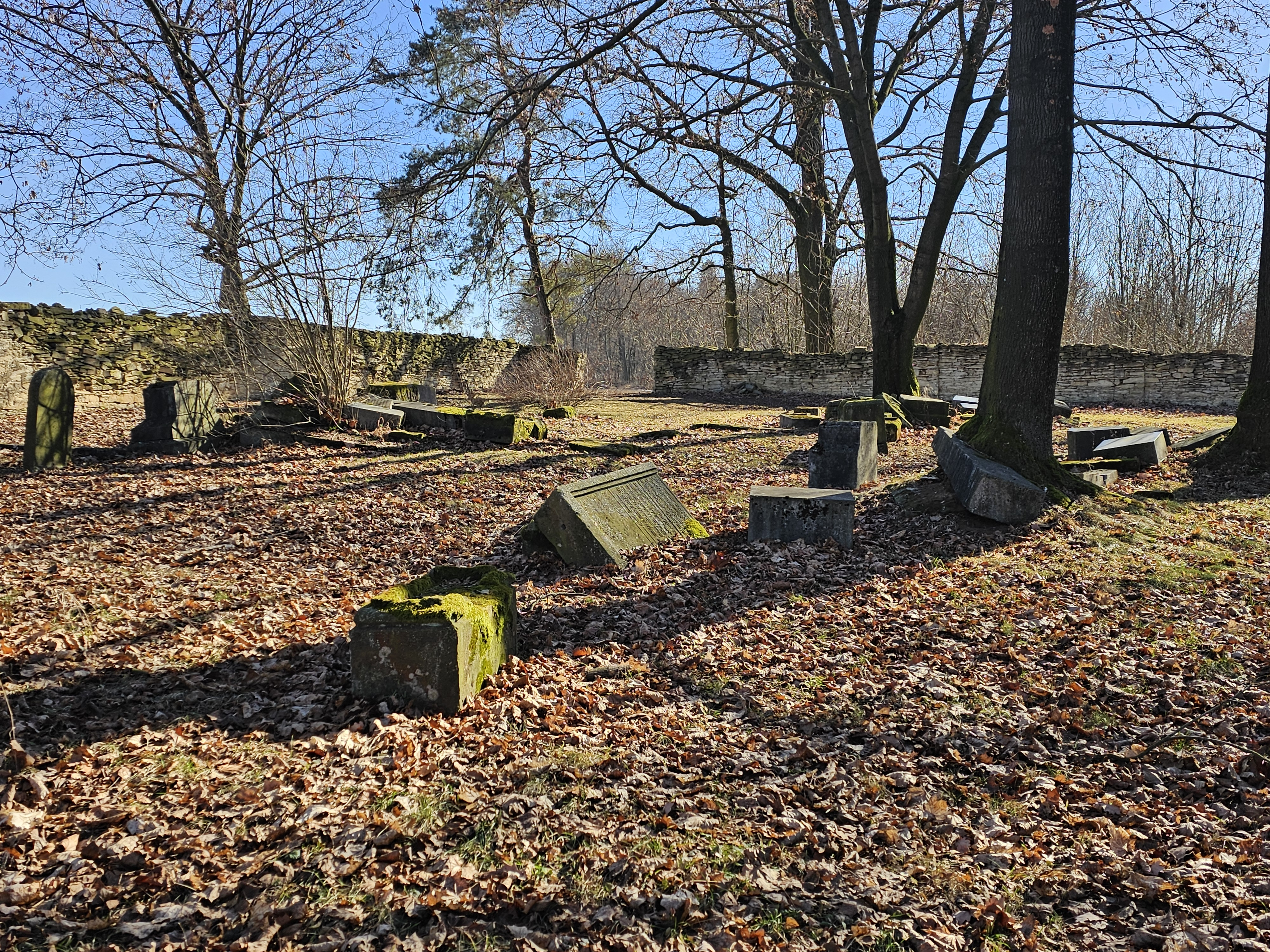
židovský hřbitov Přestavlky - povalené náhrobky
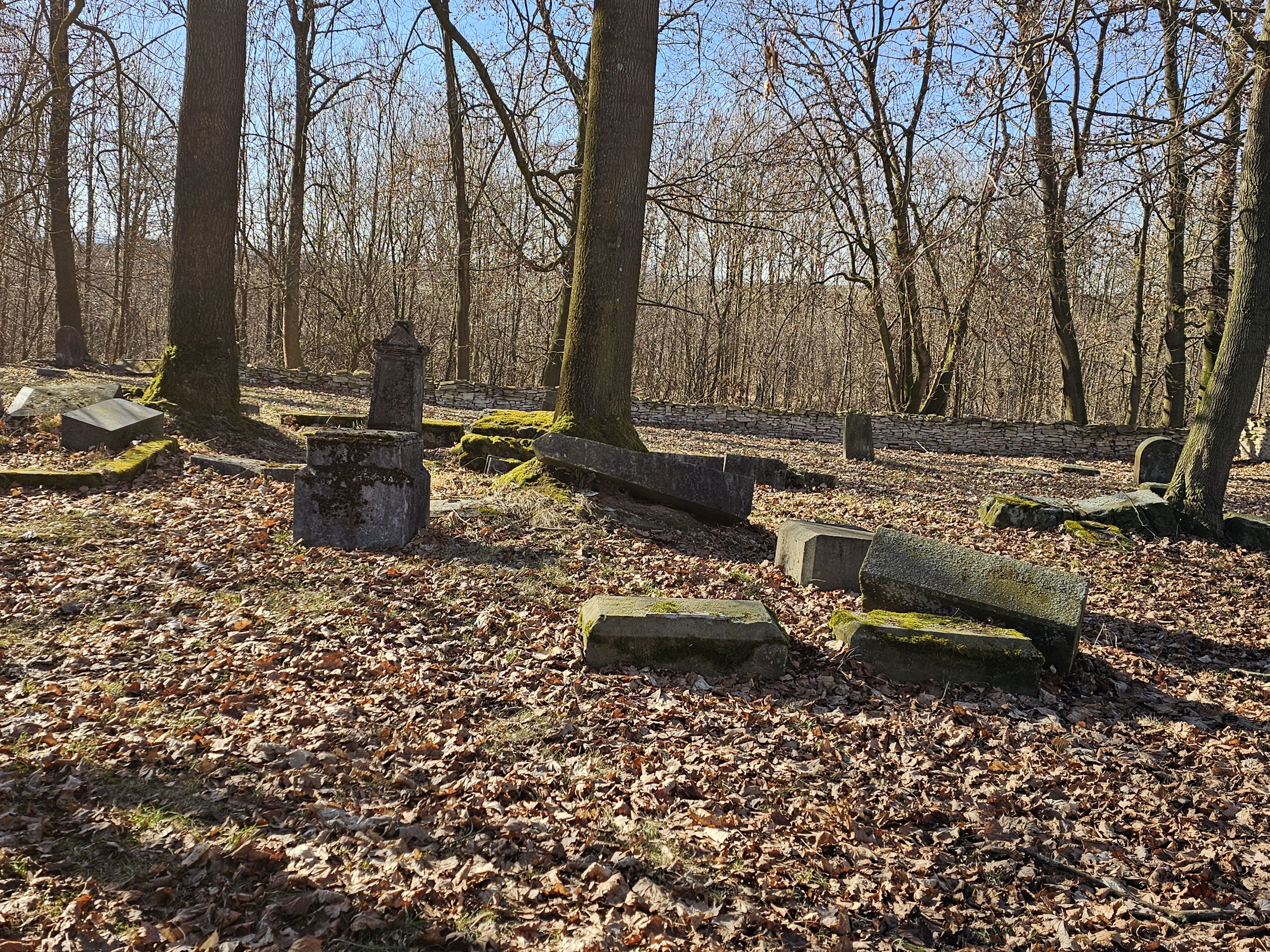
židovský hřbitov Přestavlky - povalené náhrobky
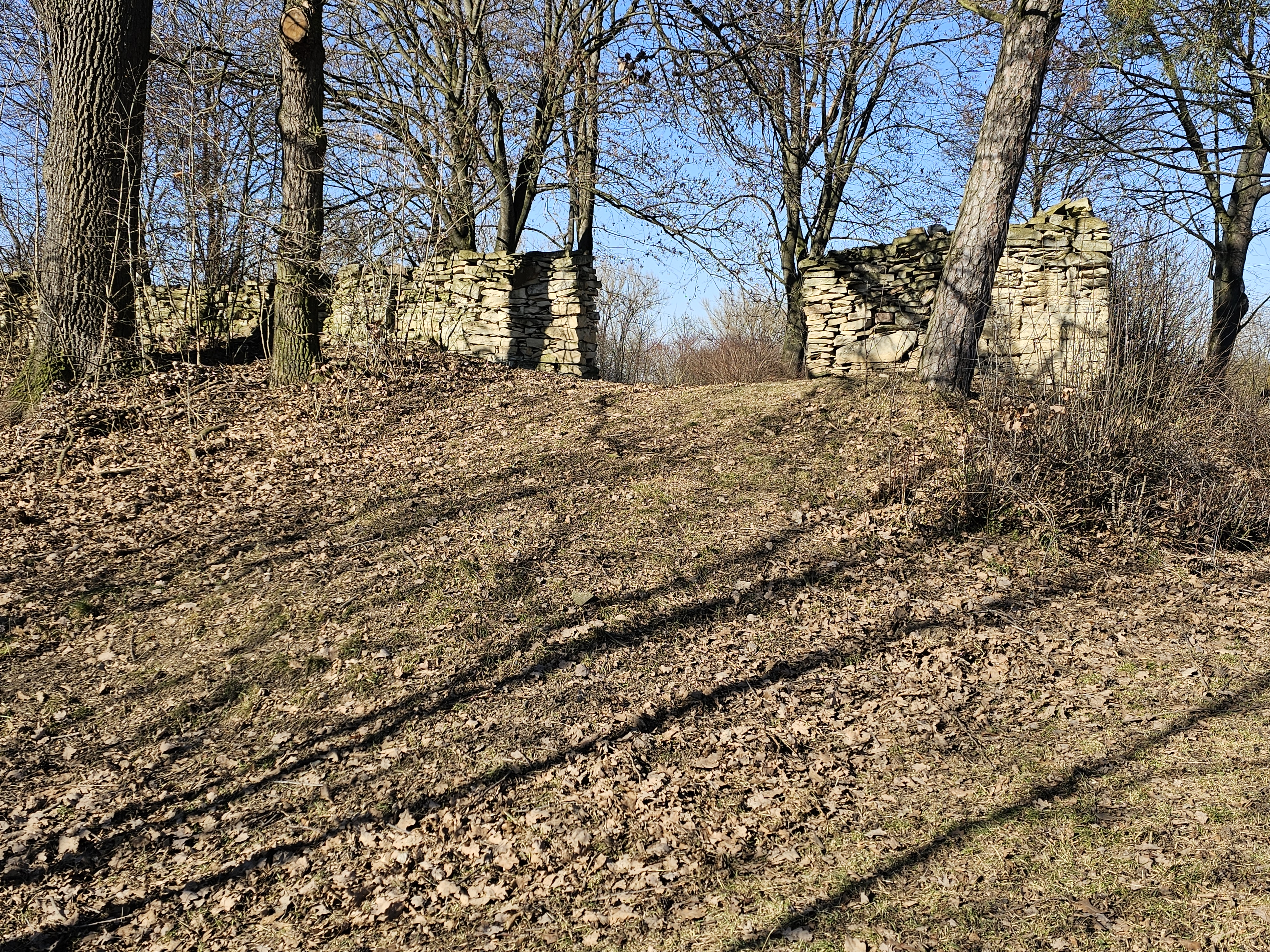
židovský hřbitov Přestavlky - vstupní brána na hřbitov